# Hippocrepis cyclocarpa
Hippocrepis cyclocarpa är en ärtväxtart som beskrevs av Svante Samuel Murbeck. Hippocrepis cyclocarpa ingår i släktet hästskoklövrar, och familjen ärtväxter. Inga underarter finns listade i Catalogue of Life.